# Hesteomnibus
En hesteomnibus er en bus, der bliver trukket af heste. De var hovedsageligt udbredte i 1800-tallet og begyndelsen af 1900-tallet, indtil de blev erstattet af henholdsvis sporvogne i slutningen af 1800-tallet og af motordrevne busser i 1920'erne.

## Historie
Verdens første hesteomnibus, carrosses à cinq sols, blev sat i drift i Paris i 1662 af Blaise Pascal, men driften blev indstillet allerede efter få år.
Først i begyndelsen af det 19. århundrede blev der igen oprettet linjer betjent af hesteomnibusser i en række europæiske byer. Baggrunden var blandt andet, at de dengang nye jernbaner ofte havde stationer udenfor byerne, og at byerne selv voksede uophørligt, hvilket skabte et behov for lokal kollektiv trafik. På denne måde indførtes der for eksempel hesteomnibusser i Berlin i 1825, Paris i 1828, London i 1829 og København i 1841.
Datidens vogne og brolagte gader gjorde dog, at komforten lod en del tilbage at ønske. Så da sporvognene kom frem i 1860'erne, blev de en betydelig konkurrent med deres mere komfortable kørsel på skinner. I store byer kunne hesteomnibusserne til en vis grad klare sig, for eksempel ved at køre steder, hvor der ikke var skinner. I mellemstore byer blev hesteomnibusserne derimod erstattet af sporvogne, for eksempel i Bielefeld i 1900, Münster (Westfalen) i 1901 og Freiburg im Breisgau i 1901.
I den første fjerdedel af det 20. århundrede blev forbrændingsmotorer og gummidæk så udbredte, at benzin- og senere dieseldrevne busser blev konkurrencedygtige i forhold til hesteomnibusserne, hvor især netop hestene udgjorde en stor udgiftspost. Dertil kom så Første verdenskrig, hvor både heste og busser flere steder blev inddraget til andre formål. I London forsvandt de sidste hesteomnibusser i 1914, i København i 1917 og i Hamburg i 1918. I Berlin blev de benyttet om dagen frem til 21. juni 1920, mens de om natten fortsatte frem til 25. august 1923.

## Udformning
En hesteomnibus var en stor hestevogn med affjedring og overdækning. De første var åbne, men de fleste havde lukkede vognkasser med glasvinduer. Som regel var de indrettede med en bænk langs hver langside, hvor passagerne sad med front mod hinanden. Ind- og udstigning skete oftest gennem en dør bag i vognen, ofte via en lille platform. Mange hesteomnibusser var desuden udført som dobbeltdækkerbusser, hvor en udvendig trappe gav adgang til bænke på taget. Disse bænke var i modsætning til dem indeni vognene opsat ryg mod ryg. På den måde fik man forskellige placeringer af gangene, hvorved der kunne spares på højden.
Til daglig blev hesteomnibusserne for det meste trukket af en eller to heste. Kusken sad oftest på taget.